# 20689 Zhuyuanchen
20689 Zhuyuanchen è un asteroide della fascia principale. Scoperto nel 1999, presenta un'orbita caratterizzata da un semiasse maggiore pari a 2,7664828 UA e da un'eccentricità di 0,1421359, inclinata di 9,72037° rispetto all'eclittica.